# 天命之咒
《天命之咒》（英語：Cursed）是一部美國劇情網路劇集，改編自法蘭克·米勒和湯姆·威勒的同名繪本小說，於2020年7月17日在線上串流媒體平台Netflix首播。2021年7月，本劇在第一季後被取消。

## 概要
故事將以少女妮妙作為女主角重構亞瑟王傳說，擁有不凡天賦的她註定要成為強大兼具悲劇性的湖中妖女。在母親去世之後，妮妙與一個年輕的僱傭兵亞瑟不期而遇。妮妙正在尋找梅林途中，他需要向梅林遞交一把古劍。二人開啟冒險旅程，妮妙的勇氣和反抗精神成為他們對抗烏瑟王及其可怕的同伙紅色聖騎士團的關鍵要素。Netflix將劇集定性為「青少年成長為主題的電視劇，故事背景亦是當前時代所熟知的：自然世界的消失、宗教恐怖、無謂的戰爭以及在面對看似不可能完成的事情時所必需的勇氣」。

## 演員與角色
- 凱瑟琳·蘭福德 飾演 妮妙（Nimue）
- 德凡·特雷爾（英语：Devon Terrell） 飾演 亞瑟（Arthur）
- 古斯塔夫·斯卡斯加德 飾演 梅林（Merlin）
- 丹尼爾·沙曼 飾演 哭僧／兰斯洛特（Weeping Monk / Lancelot）
- 彼得·穆蘭 飾演 卡登神父（Father Carden）
- 莉莉·紐馬克（Lily Newmark） 飾演 皮姆（Pym）
- 莎倫·布隆-富蘭克林（英语：Shalom Brune-Franklin） 飾演 伊格赖因修女／寡婦／摩加娜（Sister Igraine / The Widow / Morgana）
- 塞巴斯蒂安·阿梅斯托 飾演 尤瑟王（Uther Pendragon）
- 艾蜜莉·寇提斯（Emily Coates） 飾演 愛麗絲修女（Sister Iris）
- 凱薩琳·沃克（英语：Catherine Walker (actor)） 飾演 蕾諾兒（Lenore）
- 比利·詹金斯（Billy Jenkins） 飾演 史奎利爾（Squirrel）

## 集數
| 集數 | 標題 | 譯名           | 導演          | 編劇        | 上線日期      |
| ---- | ---- | -------------- | ------------- | ----------- | ------------- |
| 1    |      | 妮妙           | 澤娜·富恩特斯 | 湯姆·威勒   | 2020年7月17日 |
| 2    |      | 詛咒           | 澤娜·富恩特斯 | 湯姆·威勒   | 2020年7月17日 |
| 3    |      | 孤獨           | 丹尼尔·奈西姆 | 珍妮·林     | 2020年7月17日 |
| 4    |      | 紅湖           | 丹尼尔·奈西姆 | 瑞秋·舒克特 | 2020年7月17日 |
| 5    |      | 聯姻           | 丹尼尔·奈西姆 | 萊拉·格斯坦 | 2020年7月17日 |
| 6    |      | 費斯塔和莫瑞伊 | 荣·伊斯特     | 威廉·威勒   | 2020年7月17日 |
| 7    |      | 給我們上好酒   | 荣·伊斯特     | 湯姆·威勒   | 2020年7月17日 |
| 8    |      | 費伊女王       | 荣·伊斯特     | 羅比·湯普森 | 2020年7月17日 |
| 9    |      | 毒藥           | 莎拉·奥格曼   | 湯姆·威勒   | 2020年7月17日 |
| 10   |      | 犧牲           | 莎拉·奥格曼   | 湯姆·威勒   | 2020年7月17日 |

## 製作

### 開發
2018年3月28日，Netflix宣佈直接預訂劇集第一季，共10集。劇集改編自法蘭克·米勒和湯姆·威勒在2019年由西蒙與舒斯特出版的同名繪本小說。小說由湯姆·威勒執筆創作，法蘭克·米勒繪製書中插圖。米勒和威勒同時擔任劇集的執行製片人。2018年9月12日，澤娜·富恩特斯確認將執導前兩集。
2021年7月，官方確認取消續訂第二季。

### 選角
2018年9月12日，凱瑟琳·蘭福德確認領銜出演主角妮妙。2019年3月，德凡·特雷爾、古斯塔夫·斯卡斯加德、彼得·穆蘭、莉莉·紐馬克、莎倫·布隆-富蘭克林、丹尼爾·沙曼、塞巴斯蒂安·阿梅斯托、艾蜜莉·寇提斯、凱薩琳·沃克以及比利·詹金斯加入演員陣容。

### 拍攝
2019年1月起，劇集於英格蘭薩里郡的Deepcut小鎮搭建大型中世紀風格的村落，預計3月完成佈景。第一季的主體拍攝於2019年9月殺青。

## 宣傳與發行
2019年6月，報道稱《天命之咒》第一季計劃於2020年在Netflix首播。2020年5月7日，Netflix釋出主視覺海報和先行劇照。2020年6月18日，Netflix釋出前導預告片，宣佈劇集於2020年7月17日首播。2020年6月30日，Netflix釋出正式預告片。

## 迴響
《天命之咒》在影視匯總點評網站爛番茄上獲得72%的新鮮度，6.18/10分（29位劇評人）。《天命之咒》在Metacritic網站上獲得了「混合或中等評價」，57/100分（8位劇評人）。

## 資料來源
1. 1 2  Andreeva, Nellie. . Deadline Hollywood. 2018-03-28  [2018-03-28]. （原始内容存档于2021-02-04） （美国英语）.
2. 1 2 3  Andreeva, Nellie. . Deadline Hollywood. 2018-09-12  [2018-09-12]. （原始内容存档于2020-07-02） （美国英语）.
3. ↑  Otterson, Joe. . Variety. 2018-03-28  [2018-03-28]. （原始内容存档于2018-03-28） （美国英语）.
4. ↑  Goldberg, Lesley. . The Hollywood Reporter. 2018-03-28  [2018-03-28]. （原始内容存档于2018-03-29） （美国英语）.
5. ↑  Gilyadov, Alex. . IGN. 2018-03-28  [2018-03-28]. （原始内容存档于2020-09-20） （美国英语）.
6. ↑  Nellie Andreeva. . Deadline.   [2021-07-10]. （原始内容存档于2021-07-09）.
7. ↑  Day-Ramos, Dino. . Deadline Hollywood. 2019-03-04  [2019-03-04]. （原始内容存档于2019-03-04） （美国英语）.
8. ↑  Steed, Les. . getsurrey. 2018-12-21  [2019-03-10]. （原始内容存档于2020-09-17） （英国英语）.
9. ↑  Romano, Nick. . Entertainment Weekly. 2019-06-01  [2019-07-23]. （原始内容存档于2019-09-21） （美国英语）.
10. ↑  Ridgely, Harlie. . comicbook.com. 2020-05-07  [2020-05-08]. （原始内容存档于2020-09-17） （美国英语）.
11. ↑  Anderson, Jenna. . ComicBook.com. 2020-06-18  [2020-06-18]. （原始内容存档于2020-10-22） （美国英语）.
12. ↑  Bui, Hoai-Tran. . /Film. 2020-06-30  [2020-07-01]. （原始内容存档于2021-02-17） （美国英语）.
13. ↑  . Rotten Tomatoes.   [2020-07-17]. （原始内容存档于2020-11-01） （美国英语）.
14. ↑  . Metacritic.   [2020-07-18]. （原始内容存档于2021-01-27） （美国英语）.

## 外部連結
- 在Netflix上觀看《天命之咒》
- 互联网电影数据库（IMDb）上《天命之咒》的资料（英文）
- 豆瓣电影上《天命之咒》的資料 （简体中文）